# Ford Transit Courier
Ford Transit Courier este un vehicul comercial produs de Ford Otosan⁠(en)[traduceți]. A debutat în 2013 la Salonul de Vehicule Comerciale din Birmingham, fiind cel mai mic model din gama Transit. Împărțind platforma cu cea de-a șasea generație de Ford Fiesta, este prima furgonetă bazată pe Fiesta de când Ford Courier⁠(en)[traduceți] a fost scos din producție în august 2002.

## Prima generație (2014)
În 2017, Ford a dezvăluit un facelift al modelului, primind o grilă frontală revizuită și faruri îmbunătățite.

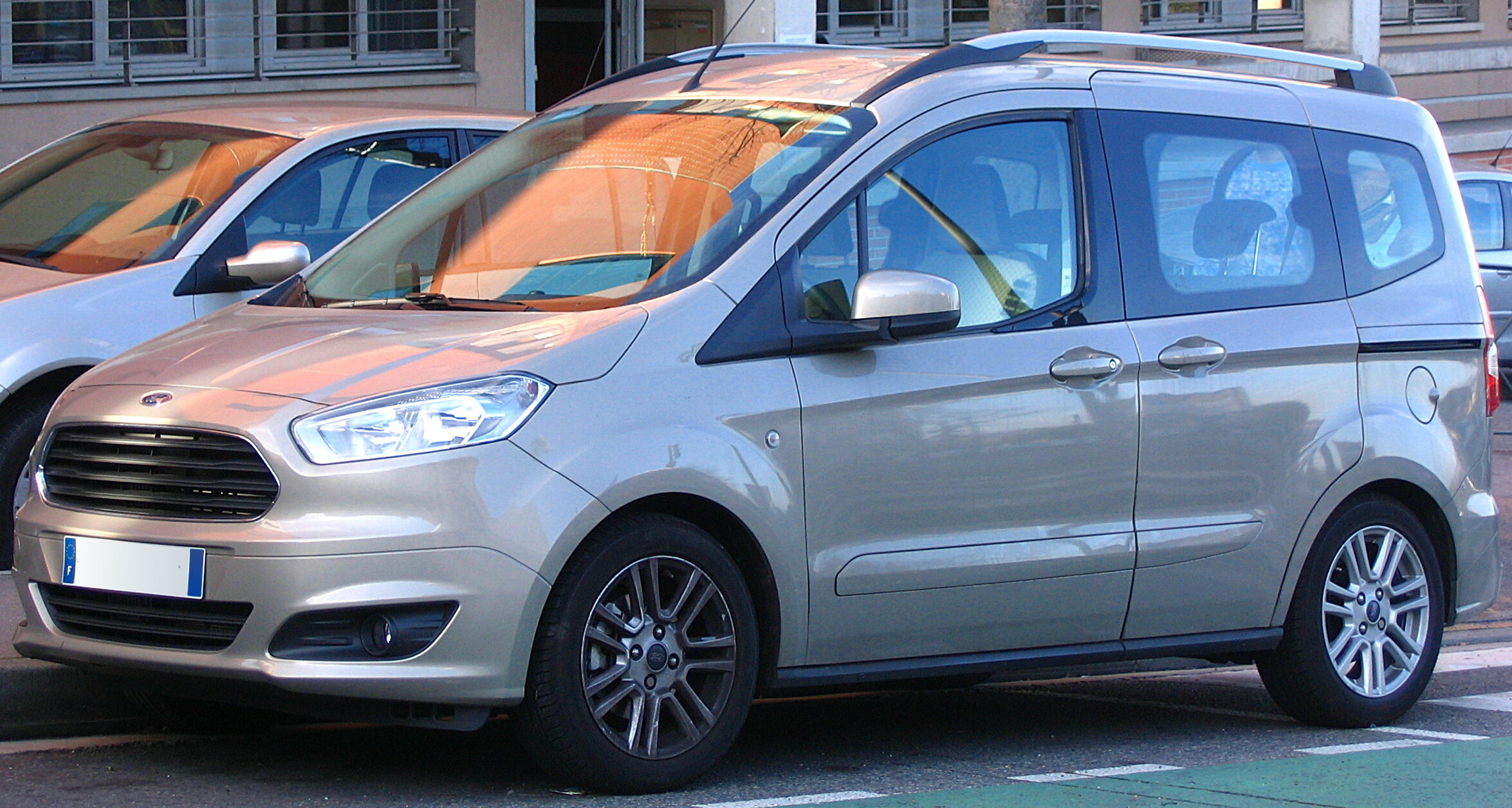
Tourneo Courier (pre-facelift)

## A doua generație (2023)
Lansată pe 6 aprilie 2023, a doua generație adoptă un design complet nou, un interior mai modern și o versiune electrică.
Producția modelului E-Transit Courier este programată să înceapă în toamna anului 2024 la uzina Ford din Craiova.